# Eduardo Dluzniewski
Eduardo Dluzniewski (22 września 1952) – były urugwajski sędzia piłkarski polskiego pochodzenia. Sędziował dwa mecze na Copa América 1995 w Urugwaju (Argentyna – Boliwia (2:1) i Ekwador – Peru (2:1)).